# 5 Ursae Minoris
5 Ursae Minoris (5 UMi) es una estrella en la constelación de la Osa Menor.
Pese a no tener denominación de Bayer, es, con magnitud aparente +4,25, la quinta estrella más brillante en la constelación después de Polaris (α Ursae Minoris), Kochab (β Ursae Minoris), Pherkad (γ Ursae Minoris) y ε Ursae Minoris.
Se encuentra a 359 ± 5 años luz del sistema solar.
Como muchas estrellas del cielo nocturno —como por ejemplo Kochab, en esta misma constelación— 5 Ursae Minoris es una gigante naranja.
Tiene tipo espectral K4III y una temperatura efectiva en torno a 4200 K.
Casi 400 veces más luminosa que el Sol, su masa estimada es de 1,88 masas solares.
Su diámetro es 16 veces más grande que el del Sol y gira sobre sí misma con una velocidad de rotación proyectada de 1,9 km/s.
5 Ursae Minoris presenta una composición elemental en su superficie diferente a la del Sol.
Frente a elementos como sodio, magnesio, titanio y hierro, cuyos niveles son comparables a los solares ([Fe/H] = -0,08), los metales alcalinotérreos son menos abundantes que en nuestra estrella; el caso más notable es el del estroncio, cuya abundancia relativa es sólo el 38% de la existente en el Sol.
En el otro extremo, destaca el elevado nivel de itrio, doble de abundante que en el Sol.
Por otra parte, en 5 Ursae Minoris la relación [O/H] es de -0,12.
Se piensa que 5 Ursae Minoris puede ser una estrella binaria, siendo la compañera estelar una enana blanca no observable.